# Douglas Dolphin
Il Douglas Dolphin era un aereo anfibio (a scafo centrale) e monoplano, prodotto dalla statunitense Douglas nella seconda metà degli anni trenta.
Originariamente progettato per scopi commerciali, il Dolphin trovò impiego principalmente in ambito militare dove venne impiegata la maggior parte dei 58 esemplari complessivamente prodotti. Il successo di vendite del Dolphin fu uno dei fattori che consentì alla Douglas di superare il periodo della grande depressione.

## Storia del progetto
Il progetto del Dolphin nacque come sviluppo del precedente idrovolante Douglas Sinbad che, ricevuto il battesimo dell'aria nel luglio del 1930, venne prodotto in un singolo esemplare ed impiegato dalla United States Coast Guard fra il 1931 ed il 1937.
La configurazione generale del nuovo velivolo rimaneva pressoché inalterata ed era caratterizzata dalla disposizione dei motori al di sopra dell'ala; le principali innovazioni presenti nel Dolphin erano i motori (che nel Sinbad erano due Wright J-5C da 300 hp) e la presenza del carrello d'atterraggio.
Tra il 1930 ed il 1934 il Dolphin venne costruito complessivamente in 58 esemplari; l'unica modifica di rilievo fu l'incremento della superficie del piano verticale di coda, realizzato a partire dal 14º esemplare. Per il resto le differenze fra le ben 17 versioni realizzate, consistevano nelle diverse motorizzazioni e nelle configurazioni interne della cabina per i passeggeri.

## Tecnica

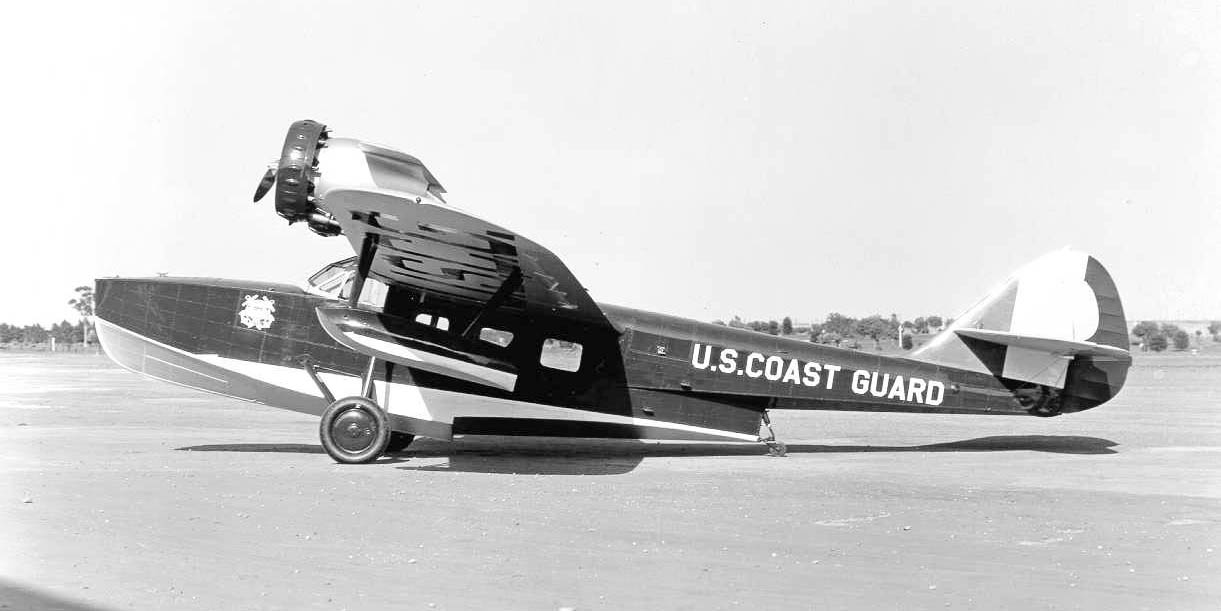
Un RD-2 Dolphin dell'U.S. Coast Guard.

Monoplano ad ala alta a sbalzo, il Dolphin era la versione anfibia dell'idrovolante Douglas Sinbad. Di questo, infatti, riproponeva tutte le caratteristiche principali: scafo centrale completamente metallico, ali in legno con rivestimento in compensato, motori installati al di sopra del dorso alare mediante una struttura di montanti metallici. Sulla parte superiore delle gondole dei motori era presente una superficie alare aggiuntiva, installata allo scopo di ridurre le turbolenze aerodinamiche prodotte dalla struttura stessa. Nei primi tredici esemplari, su ognuno degli stabilizzatori era presente una deriva; queste superfici ausiliarie vennero eliminate, come detto, grazie alla riprogettazione complessiva dei piani di coda.
La principale differenza fra il Dolphin ed il Sinbad era la presenza del carrello: le gambe anteriori erano collegate al corpo dello scafo mediante due montanti disposti a forma di V, incernierati alla fusoliera. Un terzo montante, dotato di ammortizzatore, collegava la ruota al ventre dell'ala. In volo e durante le operazioni in acqua, il carrello veniva richiamato al di sopra della linea di galleggiamento.
I motori Wright J-5C Whirlwind vennero mantenuti solo in alcuni degli esemplari destinati al mercato civile; gli esemplari acquistati dalle diverse forze armate furono equipaggiati con Wright R-975 (sviluppo del precedente, sempre appartenente alla famiglia dei Whirlwind) o, successivamente, con i Pratt & Whitney Wasp (anche in questo caso in diverse versioni).

## Impiego operativo
L'impiego per scopi civili vide il Dolphin destinato prevalentemente ad uso privato da alcuni ricchi uomini d'affari (tra i quali figura anche William Boeing) o da società, come la compagnia petrolifera Standard Oil.
La maggior parte di questi velivoli venne successivamente acquistata o requisita dalle forze armate, allo scoppio della seconda guerra mondiale. Tra questi figurano anche i quattro esemplari che operarono tra le file della Royal Australian Air Force.
Negli Stati Uniti il Dolphin venne impiegato dalle componenti aeree di tutte le forze armate; generalmente utilizzato come velivolo da trasporto (in particolare per gli ufficiali), trovò impiego anche come velivolo da soccorso soprattutto grazie alla sua capacità di operare da qualsiasi superficie.
Di particolare rilievo fu l'utilizzo del Dolphin da parte del U.S. Treasury come mezzo di contrasto del contrabbando, all'epoca del proibizionismo.
Da segnalare che uno degli esemplari in servizio con l'United States Navy venne assegnato, a partire dal giugno del 1933, al ruolo di trasporto per il Presidente Franklin Delano Roosevelt; il velivolo era in configurazione di lusso per il trasporto di 5 passeggeri. Pur senza mai aver effettivamente trasportato il Presidente, fu il primo velivolo espressamente destinato a questo compito.

## Versioni
- Dolphin: la produzione destinata al mercato civile ammontò complessivamente a 12 esemplari, di cui 1 con arredamenti e finiture di lusso (identificato come Model 3); questo esemplare venne inizialmente acquistato da un milionario statunitense, successivamente rivenduto in Australia ed impiegato, infine, dalla Royal Australian Air Force (con compiti di collegamento) tra il 1942 ed il 1945;
- Y1C-21: designazione inizialmente assegnata ad un lotto di 8 velivoli che avrebbero dovuto operare in appoggio ai reparti da bombardamento per missioni in teatri marini[1];
  - C-21: nuova designazione conferita ai medesimi velivoli, impiegati come trasporti;
  - FP-1: sigla di identificazione attribuita agli stessi Dolphin, affittati dall'U.S. Treasury per missioni di pattugliamento costiero anti contrabbando;
  - OA-3: designazione finale dello stesso gruppo di velivoli; anche se la sigla identificava un Observation Amphibian (anfibio da osservazione), vennero prevalentemente impiegati in compiti di trasporto.
- Y1C-26: due velivoli assegnati all'U.S. Army nel 1933, dotati di nuovo impennaggio verticale (di dimensioni maggiorate e senza le derive aggiuntive) e motorizzati con due Pratt & Whitney R-985[6];
  - C-26: variazione di designazione, assegnata nel 1933, ai due esemplari di Y1C-26;
  - FP-2: nuova sigla di identificazione relativa al periodo di impiego da parte dell'U.S. Treasury;
  - OA-4: nuova designazione, assegnata nel 1934, agli stessi velivoli;
- Y1C-26A: nuovo lotto di produzione composto da 8 velivoli; incorporava modifiche di dettaglio ed una nuova versione del motore Wasp Junior[7];
  - C-26A: prima variazione nella designazione, analogamente a quanto avvenuto nelle versioni precedenti;
  - FP-2A: sigla identificativa secondo lo standard dell'U.S. Treasury;
  - OA-4A: seconda variazione nella classificazione dei velivoli;
  - OA-4C: sigla attribuita ad un lotto di 4 velivoli modificati (nelle ali e nei motori);
- C-26B: nuovo lotto, composto da 4 velivoli; equipaggiato con una nuova versione di motori, era per il resto sostanzialmente invariato rispetto al C-26A[8];
  - OA-4B: nuova sigla di designazione, assegnata ai C-26B per classificarli come velivoli da osservazione;
- C-29: due esemplari costruiti; sostanzialmente simili alla versione C-26, vennero equipaggiati con motori Pratt & Whitney R-1340-29[9];
  - FP-2B: sigla di identificazione attribuita ai C-29 nel periodo di servizio presso l'U.S. Treasury;
- RD: identificativo assegnato al singolo esemplare di Sinbad, acquistato dall'U.S. Coast Guard nel 1930[4];
- XRD-1: unico esemplare consegnato all'U.S. Navy nell'agosto del 1931; dotato di motori Wright R-975E (da 435 hp)[2][10]
- RD-1: designazione assegnata ad 1 esemplare di Dolphin acquistato dall'U.S. Coast Guard nel 1932;
- RD-2: 4 velivoli costruiti: uno, con motori Pratt & Whitney R-1340-10, andò all'U.S. Coast Guard; uno, con la stessa motorizzazione, venne assegnato dall'U.S. Navy al ruolo di trasporto di lusso per il presidente Roosevelt; gli altri due, con motori Pratt & Whitney R-1340-29 vennero impiegati come trasporti, sempre dalla marina[2].
- RD-3: 6 esemplari consegnati all'U.S. Navy; analoghi alla versione RD-2 ma in configurazione meno lussuosa[2];
- RD-4: 10 velivoli impiegati dall'U.S. Coast Guard, equipaggiati con motori Pratt & Whitney R-1340-C1 da 420 hp[2].

## Utilizzatori

### Militari
Australia
- Royal Australian Air Force

 Stati Uniti
- United States Army Air Forces
- United States Coast Guard
- United States Department of the Treasury
- United States Navy

### Civili
Cina
- China National Aviation Corporation

 Stati Uniti
- Standard Oil
- Wilmington - Catalina Airline